# Камден (Мисури)
Камден (енгл. Camden) град је у америчкој савезној држави Мисури.

## Демографија
По попису из 2010. године број становника је 191, што је 18 (-8,6%) становника мање него 2000. године.
| Група             | 2000.       | 2010.       |
| Белци             | 204 (97,6%) | 189 (99,0%) |
| Афроамериканци    | 2 (1,0%)    | 0 (0,0%)    |
| Азијати           | 0 (0,0%)    | 0 (0,0%)    |
| Хиспаноамериканци | 1 (0,5%)    | 1 (0,5%)    |
| Укупно            | 209         | 191         |